# 阿拉善右旗
阿拉善右旗是中華人民共和國內蒙古自治區阿拉善盟轄下的一個旗，面積75226平方公里，人口僅有2.26萬人，設有巴丹吉林沙漠基地。旗人民政府駐於巴丹吉林镇。

## 沿革
阿拉善右旗轄境大部為巴丹吉林沙漠區域，歷史上也少有人居住。清代屬阿拉善厄魯特旗。
民國成立後，該旗改為寧夏省阿拉善霍碩特特別旗。 
1949年9月，西蒙自治政府主席達理札雅通電歸附中共。中華人民共和國成立後， 1950年代劃歸內蒙古自治區巴彥淖爾盟。 
阿拉善旗於1961年4月劃分為阿拉善左旗和阿拉善右旗，阿拉善右旗正式成立，文革時期一度劃歸甘肅省酒泉地區。1980年代阿拉善盟成立，歸屬阿拉善盟至今。
除了少數蒙古族經營的游牧業之外。改革開放後該旗也開發鐵礦，積極招募外資。

## 人口
根據第七次人口普查數據，截至2020年11月1日零時，阿拉善右旗常住人口為22647人。

## 行政区划
阿拉善右旗下辖3个镇、4个苏木：
巴丹吉林镇、雅布赖镇、阿拉腾敖包镇、曼德拉苏木、阿拉腾朝格苏木、巴音高勒苏木和塔木素布拉格苏木。